# Anthony Theodore Lobo

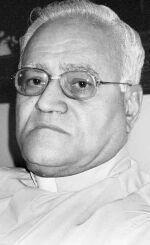
Anthony Theodore Lobo 2004

Anthony Theodore Lobo (* 4. Juli 1937 in Karatschi; † 18. Februar 2013 in Rawalpindi) war Bischof von Islamabad-Rawalpindi.

## Leben
Anthony Theodore Lobo, Sohn einer Familie der portugiesischen Kolonie Goa, zog noch vor der Trennung durch die Unabhängigkeit Pakistans nach Karatschi. Er besuchte die Principal of St. Lawrence’s Boys School in Karatschi, anschließend die renommierte und älteste Schule von Karatschi, St. Patricks High School. Er trat in das Christ the King Seminary in Karatschi ein und empfing am 8. Januar 1961 die Priesterweihe. Nach Tätigkeit im Erzbistum Karatschi studierte Lobo in den Jahren des Zweiten Vatikanischen Konzils am Institut Catholique de Paris, später auch an der Universität Karatschi und der Harvard University. Er war Rektor der St. Lawrence's Boys School und später der St. Patrick's High School in Karatschi.
Papst Johannes Paul II. ernannte ihn am 8. Juni 1982 zum Weihbischof in Karatschi und Titularbischof von Oescus. Der Erzbischof von Karatschi, Joseph Marie Anthony Kardinal Cordeiro, spendete ihm am 1. Oktober desselben Jahres die Bischofsweihe; Mitkonsekratoren waren die Emanuele Gerada, Apostolischer Pro-Nuntius in Pakistan, und John Joseph, Weihbischof in Faisalabad. 
Am 28. Mai 1993 wurde er zum Bischof von Islamabad-Rawalpindi ernannt. Seinem Rücktrittsgesuch wurde von Papst Benedikt XVI. am 18. Februar 2010 stattgegeben.

## Wirken
Lobo engagierte sich für die Bildung und Erziehung in Pakistan. 1986 gründete er die St. Michael’s Convent School. In seinem Bistum Islamabad-Rawalpindi baute er 70 Schulen auf sowie das Sargodha Institute of Technology (SIT). Er initiierte 2008 eine Partnerschaft zwischen dem Notre Dame Institute of Education und der Australian Catholic University.
Lobo war Vorsitzender der Bildungskommission der Bischofskonferenz von Pakistan sowie Vorsitzender des Office Of Education der Federation Of Asian Bishop’s Conference. Er war Mitglied des Senates der Sindh University, Khairpur, und der Shah Abdul Latif University, Jamshoro.
Er veröffentlichte zahlreiche Werke über das Bildungswesen und wurde vom pakistanischen Präsidenten Nawaz Sharif 1990 mit dem Preis “The President’s Pride of Performance” ausgezeichnet.
Anthony Theodore Lobo war Förderer von Shahbaz Bhatti, einem pakistanischer Politiker aus Panjab der als erster Christ Minister für Minderheiten wurde, aber 2 Jahre später wegen seines Einsatzes für mehr religiöse Toleranz von einer Splittergruppe der Tehrik-i-Taliban Pakistan (TTP) ermordet wurde.
Nach einem Treffen mit Andrea Riccardi, dem Gründer der katholischen Gemeinschaft Sant’Egidio, engagierte er sich für Sant’Egidio in Pakistan.